# Букань
Букань (рос. Букань) — село в Людиновському районі Калузької області Російської Федерації.
Населення становить 360 осіб. Входить до складу муніципального утворення Село Букань.

## Історія
Від 2004 року входить до складу муніципального утворення Село Букань.

## Населення
| 2002 | 2010 |
| ---- | ---- |
| 383  | ↘360 |